# Данко Киковић
Данко Киковић (Обреновац, 21. септембра 1994) српски је фудбалер који тренутно наступа за Колубару.